# René David (rechtsgeleerde)
René David (Le Tholonet, 12 januari 1906 - Jura, 26 mei 1990) was een Frans hoogleraar rechtsgeleerdheid. Zijn werk werd uitgebracht in acht verschillende talen. Hij was in de tweede helft van de 20e eeuw een van de belangrijke vertegenwoordigers op het gebied van rechtsvergelijking.

## Levensloop
Tussen 1929 en 1939 was David hoogleraar aan de Universiteit van Grenoble. Tijdens de Tweede Wereldoorlog diende hij in het Franse leger. Na de oorlog bekleedde hij van 1945 tot 1968 hij de leerstoel rechtsvergelijking op de Universiteit van Parijs. Vervolgens was hij van 1968 tot 1976 hoogleraar aan de Universiteit van Aix-en-Provence.
Hij werkte aan verschillende juridische projecten en opdrachten, zoals in 1930 voor UNIDROIT (Internationaal Instituut voor de unificatie van burgerlijk recht) in Rome. Hij doceerde op verschillende plaatsen in de wereld, waaronder op de Universiteit van Cambridge (1933-35), de Columbia-universiteit, de Ludwig Maximilians-Universiteit en de Universiteit van Teheran.
In de jaren zestig leidde hij de Franse delegatie bij de UNCITRAL (Verenigde Naties Commissie voor Internationaal Handelsrecht) en van 1962 tot 1978 was hij bestuurslid van UNIDROIT. David was een van de schrijvers van het Burgerlijk Wetboek van het Keizerrijk Ethiopië in 1960 en lid van het team dat het burgerlijk recht voor Rwanda schreef. Verder stond hij in 1973 aan het hoofd van de publicatie van International Encyclopaedia of Comparative Law (Internationale Encyclopedie van Rechtsvergelijking).

## Erkenning
David werd onderscheiden met eredoctoraten van de Universiteit van Edinburgh, Brussel, Ottawa, Bazel, Leicester en Helsinki.
Op 17 september 1976 werd hij samen met Amnesty International onderscheiden met de Erasmusprijs in de Pieterskerk in Leiden.